# أسبوع المرافع

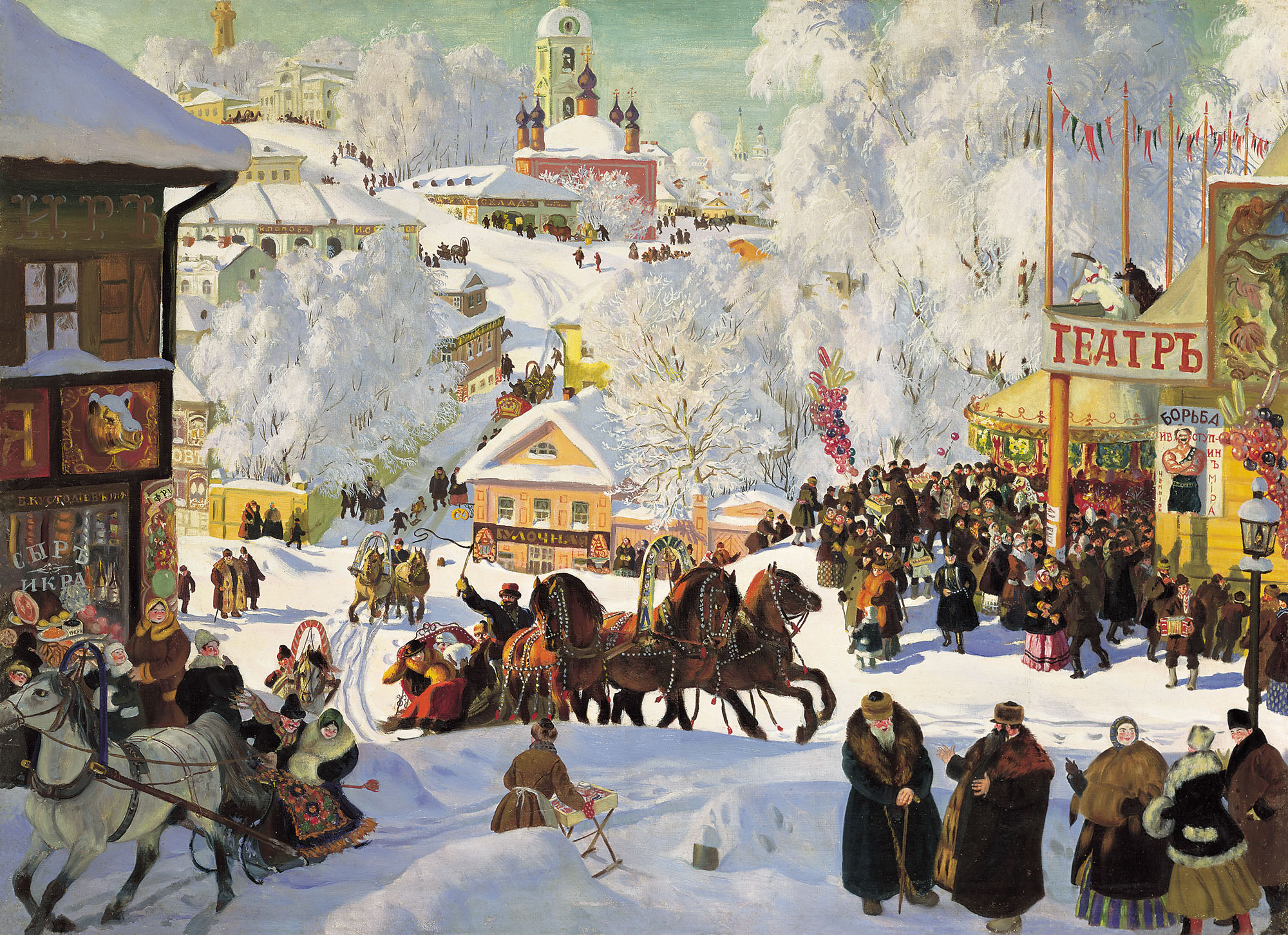
لوحة الماسلينيتسا لبوريس كوستودييف؛ 1919 (متحف إسحق برودسكي سانت بطرسبورغ).

أسبوع المرافع أو عيد المَسلِنتسة أو (نقحرة: ماسلينيتسا) (بالروسية: Ма́сленица؛ بالإنكليزية: Maslenitsa) أو أسبوع السمن هو أحتفال روسي سلافي يرجع تاريخه إلى عصر الوثنية السلافية. وقد أعتبرت الكنيسة الأرثوذكسية الروسية أسبوع المرافع من أعيادها حيث أن هذا الأسبوع يأتي مباشرة قبل الصوم الأرثوذكسي الكبير. ويُحظّر المذهب الأرثوذكسي في هذا الأسبوع تناول اللحوم. أما الألبان فيمكن تناولها بكثرة. ويشتق لفظ المَسلِنتسة من كلمة ماسلو (السمن) الروسية.

## تقاليد المَسلِنتسة
وآخر يوم في الأسبوع يكون يوم الأحد ويدعى يوم العفو أو المغفرة. ويرجو الناس في هذا اليوم اقاربهم اصدقاءهم ان يغفروا لهم الاساءات. وتعقب ذلك رقصات واغان بغية توديع العيد. وتعتبر الفطائر الروسية أو البليني Bliny جزءا لا يتجزأ من تقاليد هذا الأسبوع في روسيا.
يقوم الناس في هذا اليوم بحرق دمية من التبن ترمز إلى الشتاء الراحل. وتوضع الدمية في وسط ساحة حيث تضرم شعلة نار وترافق توديعها رقصات واغان ومزح. وبعد أن يحترق الشتاء يبدأ الشباب في القفز فوق الشعلة مستعرضين لياقتهم البدنية. وبهذا ينتهي العيد.